# Économie d'Auvergne-Rhône-Alpes
L'économie d'Auvergne-Rhône-Alpes est la seconde plus importante économie régionale de France après celle de l'Île-de-France, pesant 283 milliards d'euros en 2021. Elle est également au second rang national pour la production industrielle, la dépense en recherche et développement, le nombre d'emplois salariés et d'étudiants.
L'économie de la région est notamment tirée par l'économie de Lyon, deuxième agglomération du pays.

## Approche globale

### L'emploi par secteurs
L'emploi (salariés et non salariés), ventilés par secteurs d'activités donne une indication sur le poids et l'évolution, de chacun de ces secteurs de 2008 à 2018.
|                                                              | 2008      | 2008   | 2013      | 2013   | 2018      | 2018             | 2018               | 2018 |
| Nombre                                                       | %         | Nombre | %         | Nombre | %         | dont femmes en % | dont salariés en % |      |
| ------------------------------------------------------------ | --------- | ------ | --------- | ------ | --------- | ---------------- | ------------------ | ---- |
| Ensemble                                                     | 3 105 935 | 100,0  | 3 167 751 | 100,0  | 3 229 460 | 100,0            | 48,2               | 87,0 |
| Agriculture                                                  | 83 677    | 2,7    | 77 159    | 2,4    | 73 302    | 2,3              | 27,7               | 30,2 |
| Industrie                                                    | 549 972   | 17,7   | 498 259   | 15,7   | 486 401   | 15,1             | 30,5               | 94,0 |
| Construction                                                 | 226 285   | 7,3    | 232 043   | 7,3    | 223 443   | 6,9              | 11,4               | 74,7 |
| Commerce, transports, services divers                        | 1 342 375 | 43,2   | 1 406 987 | 44,4   | 1 457 354 | 45,1             | 45,9               | 85,5 |
| Administration publique, enseignement, santé, action sociale | 903 626   | 29,1   | 953 303   | 30,1   | 988 959   | 30,6             | 70,2               | 92,9 |

De 2008 à, 2018 l'emploi total a augmenté de 3,98 %. L'évolution est différente suivant les secteurs : l'emploi agricole et l'emploi industriel ont diminué nettement (- 12,4% pour l'agriculture et moins 11,6 % pour l'industrie) alors que le secteur de la construction est stable, que le secteur commerce et services divers augmente de 8,6 % et celui de l'administration et la santé progresse de 9,4 %.

### Le produit intérieur brut
En 2018, le produit intérieur brut d’Auvergne-Rhône-Alpes s’élève à 272,6 milliards d’euros, représentant 12 % du total national. Auvergne-Rhône-Alpes occupe ainsi la deuxième place parmi les régions françaises, derrière l'Île-de-France. Le PIB par habitant est de 34 120 euros soit 4 000 euros de plus qu’en France de province. n, le PIB par emploi est de 78 900 euros, 74 % de la valeur ajoutée provient du secteur tertiaire, 18 % de l'industrie (5 points de plus que pour la France), la construction 6,5 % et l'agriculture 1 %.

## Agriculture

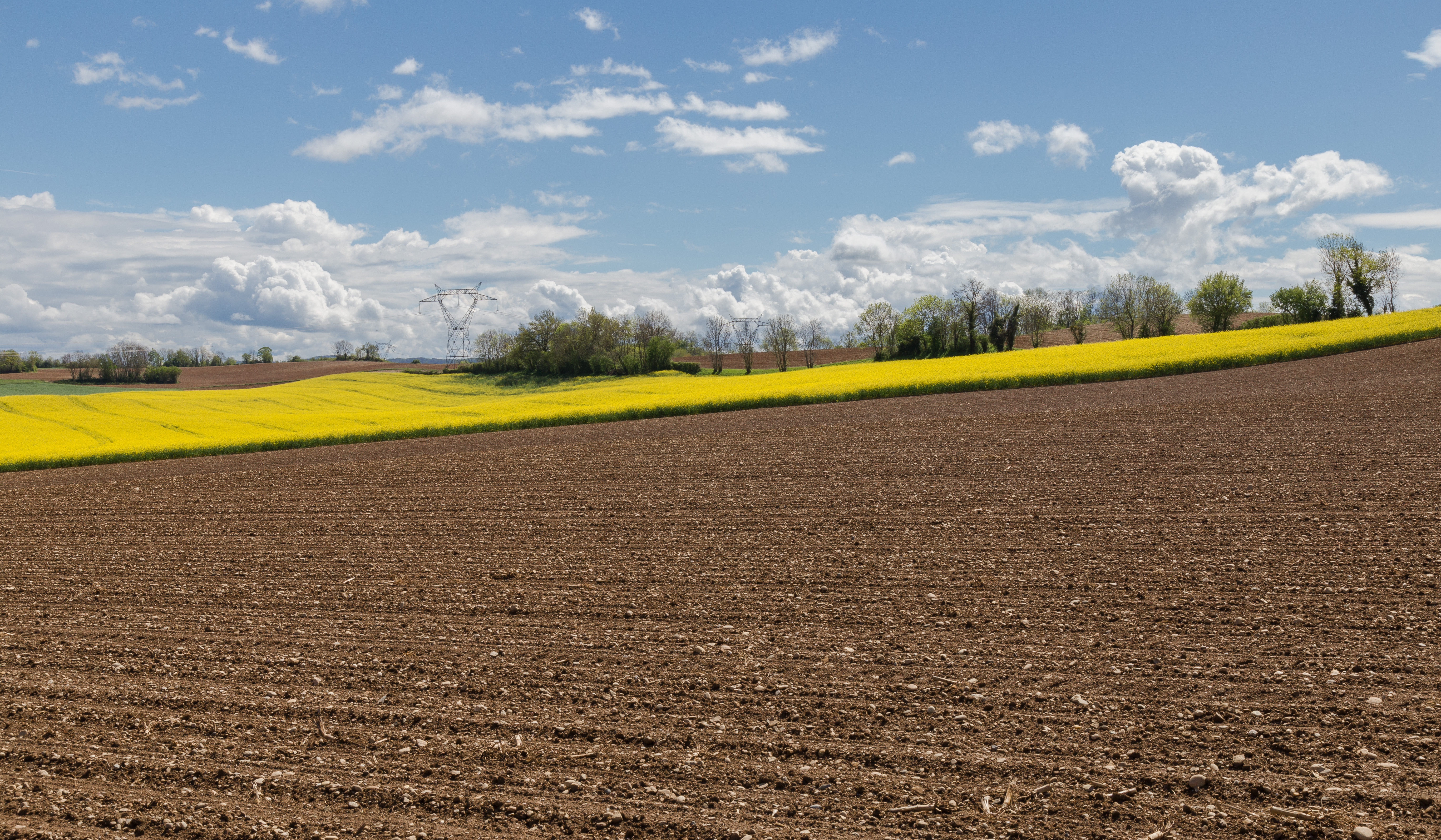
Terres cultivées proches du village de Sainte-Anne-sur-Gervonde, Isère, en Auvergne-Rhone-Alpes. Avril 2019.

### Les exploitations agricoles
Le nombre d'exploitations agricoles en 2020 est de 48 454. Il était de 62 694 en 2010, soit une diminution 23 %.
En 2020, 32 573 exploitations sont sous statut individuel.
La part des exploitations en agriculture biologique est de 13 % (soit plus 9 points en 10 ans).

### Les surfaces agricoles
La surface agricole utile est 2 857 658 hectares. La plus grande partie est en prairies : 2 010 172 ha, soit 74,6 %. Les céréales sont cultivées sur 518 273 ha. Viennent ensuite les fourrages annuels 100 281 ha; les oléagineux 79 462 ha ; les vignes 48 859 ha ; les cultures fruitières 37 402 ha. Les 37 672 ha restant sont consacrés aux  protéagineux et légumes secs pour leur graine (12 098 ha) ; les plantes à fibres et plantes industrielles (425 ha) ; diverses plantes à parfum, aromatiques, médicinales (11 557 ha) ; les pommes de terre (3 324 ha) les légumes frais, plants de légumes, melons ou fraises (10 007 ha) et enfin les  fleurs et plantes ornementales(261 ha).

### Le cheptel

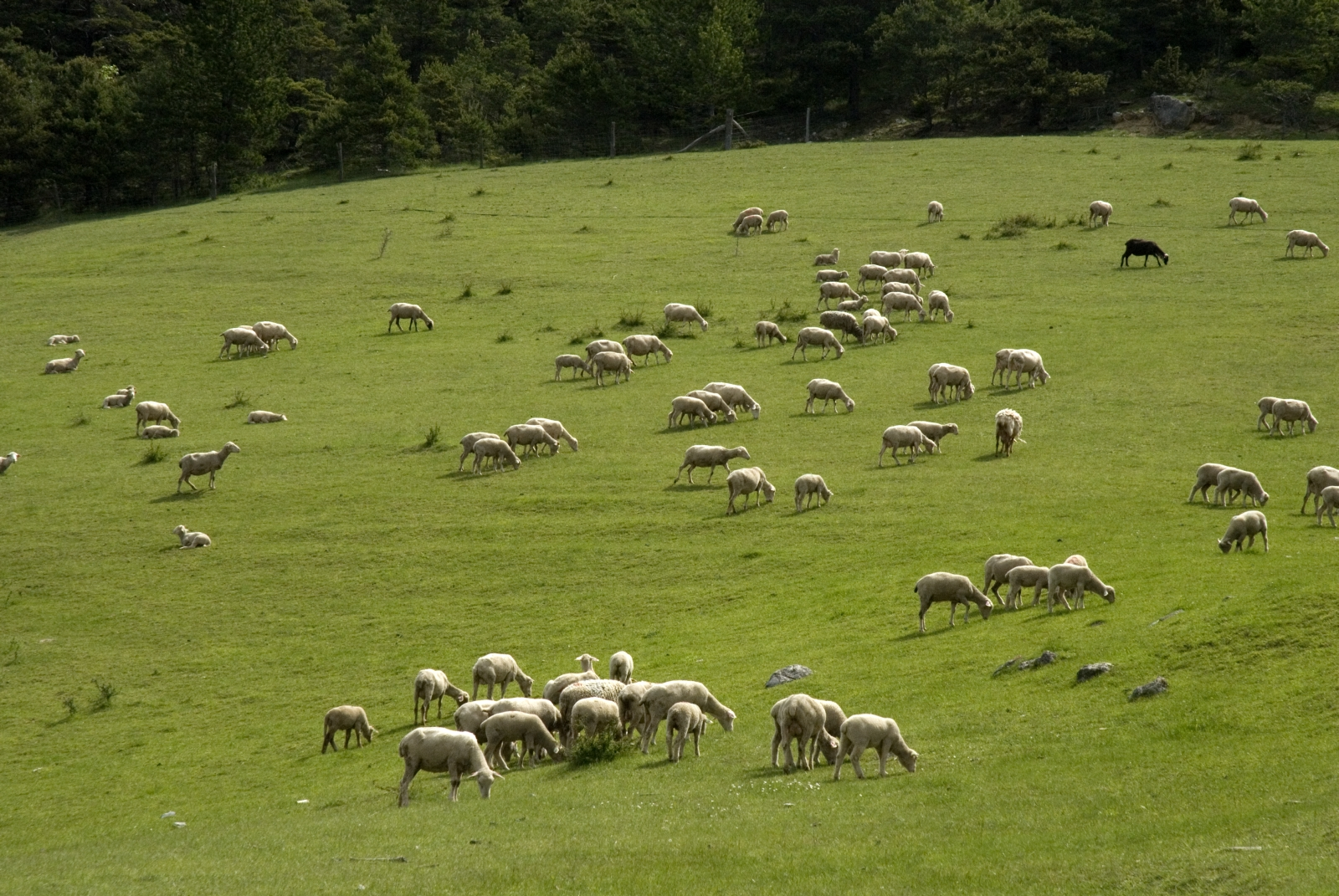
Moutons à Chamaloc, village de la Drome. Mai 2010.

Les bovins sont, en 2020, au nombre de 2 402 565 dont 643 178 vaches allaitantes et 432 645 vaches laitières.
Autres animaux : porcins  498 620 ;  ovins  824 650 ;  caprins 198 236 ; équins 39 811 ;  volailles  21 774 700 dont poules pondeuses 4 762 074, poulets de chair 13 444 286 ; ; lapines mères 31 970. Le nombre de ruches est de 136 793.
L'élevage des ruminants présente une forte diversité entre les exploitations dans la région. Cette diversité permet de gérer plus facilement les aléas du marché. Même la plupart des élevages dits spécialisés vendent plusieurs produits. Cette diversité est plus forte en montagne qu'en plaine, et elle est due à la géographie et à l'histoire régionale. Cette diversité est considérée comme un avantage par l'agroécologie, cependant elle est difficile à analyser. La façon d'analyser un système diversifié influe sur ce que l'on "voit". Les recensements fermiers ne sont faits que tous les 10 ans, ce qui rend difficile de saisir leurs évolutions. -.
En 2010, l'exploitation de ruminants la plus courante prend à la fois du lait et de la viande. Elle est présente en moyenne montagne et en piémont (géographie) humide au Massif Central. Les exploitations de culture et d'élevage sont plutot présentes en plaine, comme dans l'Allier (département) ou en vallée du Rhône (France). Ces exploitations abattent surtout le broutard, c'est-à-dire de jeunes bovins ou ovins, la plupart commercialisant d'autres produits. Elles valorisent le lait principalement en le livrant à des laiteries, et 10% environ le transforment en fromage. Les ovins sont présents surtout dans le nord-ouest de l'Auvergne et dans la Drôme (département). -.
L'imbrication des fermes spécialisées et diversifiées qui exploitent des ruminants  est fréquente, surtout dans les zones laitières. Les producteurs laitiers sont une clef de nombreux bassins agricoles de la région, ainsi en Bresse, Bas-Dauphiné, Monts du Lyonnais, Brivadois et Margeride. Mais dans les montagnes où s'exerce la production fromagère d'Appellation d'origine protégée (AOP), la situation est souvent plus uniforme. Dans les Alpes du Nord ou le Jura, l'espace agricole est spécialisé dans cette production, avec une forte organisation collective et un cahier des charges renforcé ; c'est le cas pour la production de Beaufort (fromage) et de Reblochon. Au contraire dans le Massif Central la diversité reste forte, même dans les zones de production des fromages AOP. Les stratégies de fabrication et de gouvernance de ces fromages ont une forte influence sur la diversité fermière dans une zone donnée. La diversité est également favorisée par la proximité de centres urbains. Elle présente un atout pour l'approvisionnement alimentaire des villes, qui ont tendance à la favoriser. Ainsi on observe que les zones les plus éloignées des villes, comme le Cantal (département) ou certaines zones des Combrailles, sont soumises à plus grande uniformité, et les exploitations sont plus fragiles, tant pour les aléas des marchés que pour suivre les normes que leur impose leur filière. Elles deviennent dépendantes du tourisme. -.

## Énergie

### La production d'énergie
En Auvergne-Rhône-Alpes la production d'énergie est assurée par  la filière classique , les centrales nucléaires et thermiques, par une  filière d’énergie renouvelable thermique (bois énergie, pompes à chaleur, solaire, valorisation thermique des déchets et du biogaz.) et par une  filière d’énergie renouvelable électrique (hydraulique, éolien, photovoltaïque, valorisation électrique des déchets et du biogaz.).
En 2020  la production d’énergie de la région Auvergne-Rhône-Alpes est de 127 707 de gigawattheures (GWh). La production d’énergie renouvelable représente plus du tiers (46 670) cette production :
Nucléaire  77 199 GWh
Production électrique renouvelable : 28 694 dont  Hydraulique (hors pompage) 25 061, Eolien 1 323, Solaire photovoltaïque 1 327, Valorisation électrique des déchets 548, Valorisation électrique de la biomasse solide* 183 Valorisation électrique du biogaz 252
Production thermique renouvelable : 17 976 dont- Valorisation thermique de la biomasse solide 12 474, Géothermie (pompes à chaleur) 3 728 ; Valorisation thermique des déchets 1 312 ; Valorisation thermique du biogaz 223 Solaire thermique 240.
Les centrales nucléaires :
La Centrale nucléaire de Cruas dotée de 4 réacteurs nucléaires de 915 MW, soit un total de 3 660 MW.
La centrale nucléaire du Bugey dotée de 4 réacteurs de la filière des réacteurs à eau pressurisée (REP) de 915 MW.
La centrale nucléaire du Tricastin dotée de 4  réacteurs à eau pressurisée (REP) de 915 MW chacun,
Le site nucléaire de Creys-Malville, prototype industriel de la filière des réacteurs à neutrons rapides et à calo-porteur sodium de grande puissance 1 200 MW électrique  mis à l'arrêt définitif en décembre 1998. les travaux de démantèlement étaient prévus pour durer jusqu'en 2027.

### La consommation d'énergie
En 2019 la  consommation finale énergétique dans la région s'est élevée à 215 316 GWh. Les bâtiments représentent 43% de l’énergie finale  consommée (bâtiments résidentiels 29 % et tertiaires 14%) ;  les transports  34.5 %, l'industrie 21 %, l'agriculture 1,6 %.
La part des énergies fossiles dans la consommation d’énergie est de 61,5 % (41% de produits pétroliers et 20.5% de gaz). L’électricité d’origine renouvelable ou non renouvelable constitue plus du quart de la consommation d’énergie (27%). La part des énergies renouvelables thermiques est de 6.5%. Par rapport à 1990 la part de l’électricité est passée de 21% à 27%, alors que celle des produits pétroliers a reculé de 11 points.

## Industrie

### Nombre d'établissements et effectif salariés
La région Auvergne-Rhône-Alpes est, avec 505 300 postes au  31 décembre 2018, la première région française, devant celle d'Île-de-France, par le nombre d'emplois industriels. 483 800 sont des emplois salariés et 21 500 non salariés. Le nombre d'établissements est de 52 060 dont 21 400 ont au moins un salarié.
Ventilation des établissements par tranche d’effectif salarié au 31 décembre 2019 :
0 salarié : 36 765
1 à 9 :  13 644
10 à 49 :  5 918
50 à 199 : 1 368
200 et plus : 363
Total : 58 058 
[Ensemble des établissements, hors BTP Source : Insee, Répertoire des Entreprises et des Établissements, activités marchandes hors secteur agricole, 31 décembre 2019, données semi-définitives * y compris effectifs non déclarés]

### Principaux secteurs manufacturés
En terme d'emplois les principaux secteurs manufacturiers sont, par ordre décroissant (chiffres 2019) :
Métallurgie et produits mécaniques : 79 110
Agroalimentaire : 58 730
Caoutchouc, plastique et autres produits : 52 850
Autres industries manufacturières : 46 100
Machines et équipements : 36 840
Matériel de transport : 26 180
Produits informatiques et optiques : 23 560
Chimie : 23 300
Textile, habillement, cuir : 22 690
Équipements électriques : 22 300
Bois, papier et imprimerie : 21 390
Industrie pharmaceutique : 16 550
Localisation :
L'emploi industriel est réparti dans toute la région, cependant 62 % de l'emploi industriel est situé dans sept territoires urbains : Lyon (23 %), Grenoble (11 %), Saint-Étienne (9 %), Clermont-Ferrand (6 %), Valence (5 %), Annecy (4 %) Chambéry (3 %).

## Bâtiment et travaux publics

### Nombre d'établissements et nombre d'actifs
En 2020 le secteur comprend 29 658 établissements employant au moins 1 salarié [dont 2 753 pour les travaux publics] et 61 609 établissements n'en employant aucun..
Le nombre de salariés est, en 2020, de  181 369 [dont 39 794 pour les travaux publics] ; le nombre de non salariés de .54 000.

## Commerce et réparation d'automobiles et de motocycles
Le commerce et la réparation d'automobiles et de motocycles représentent, en emplois, 19 % du total du secteur tertiaire, soit 390 000 salariés, en augmentation de 39 % par rapport à 1989.
La Chambre de commerce et d'industrie Auvergne-Rhône-Alpes recense au 31 décembre 2020 :
8 570 établissements de commerce et réparation automobiles et motocycles employant 50 949 salariés ; 
11 836 établissements de commerce de gros avec 116 004 salariés ;
31 291 commerces de détail employant 206 986 salariés.
Le nombre d'établissements commerciaux de plus de 300 mètres carrés est de 1 951 pour le commerce alimentaire et de 4 051 pour le commerce non alimentaire.

## Services
Fin 2018, les services comprennent
| secteurs                                                        | nombre d'établissements | postes salariés |
| --------------------------------------------------------------- | ----------------------- | --------------- |
| Transport et entreposage                                        | 7 804                   | 166 716         |
| Hébergement et restauration                                     | 25 561                  | 149 254         |
| Information et communication                                    | 5 325                   | 74 601          |
| Activités financières et d'assurance                            | 12 237                  | 81 732          |
| Activités immobilières                                          | 5 876                   | 30 580          |
| Activités scientifiques et techniques ; services administratifs | 39 335                  | 337 239         |
| Administration publique, enseignement, santé,, action sociale   | 34745                   | 927 975         |
| Autres activités de services                                    | 25 472                  | 103 836         |

## Tourisme
Auvergne-Rhône-Alpes est la 2e région touristique de France avec près de 161 millions de nuitées touristiques pour 21 milliards d’euros de consommation touristique estimés. L’activité touristique a généré 181 200 emplois salariés directement liés aux activités touristiques (2020).
En 2021 l'hôtellerie comprend 2 669 établissements offrant 85 611 chambres. Les 1 246 campings offrent 94 707 places. Les hébergements collectifs comprennent les résidences de tourisme et les hébergements assimilés au nombre de 538 disposant de 169 011 places, les 237  village vacances et maison familiale  ont 63 608 places et les 57 auberge de jeunesse et centres sportifs 8 833.

## Recherche
La recherche publique regroupe, en 2018, 14 000 chercheurs. la recherche privée compte plus de 21 000 chercheurs. La production scientifique académique représente 14,3 % des publications nationales La plupart des grands organismes de recherche sont présents dans la région : C.N.R.S., INSERM, C.E.A., INRA, IRSTEA, INRIA, ... Les chercheurs sont  impliqués sur l'ensemble des champs disciplinaires mais les points forts de la région sont les mathématiques, la physique et la chimie.
Dans le cadre de sa Stratégie nationale de recherche, le ministère de l'Enseignement supérieur et de la Recherche a identifié 99 infrastructures de recherche en France dont 41 sont implantées en Région Auvergne-Rhône-Alpes, dont 6 sont  de Très Grandes Infrastrctures de Recherche (IRAM - Institut de Radio Astronomie Millimétrique (Saint-Martin d'Hères) ; ILL - Institut Laue-Langevin (Grenoble) ; Huma-Num - Humanités Numériques (Villeurbanne) ; ESRF - European Synchrotron Radiation Facility (Grenoble) ; RENATER - Réseau national de télécommunications pour la technologie, l'enseignement et la recherche (Grenoble) ; CERN - Organisation européenne pour la recherche nucléaire.